# Ministère de l'Économie commune
Le ministère de l'Économie commune ou MINEC (Ministerio del Poder Popular para la Economía Comunal, en espagnol, littéralement, « ministère du Pouvoir populaire pour l'Économie commune ») est un ancien ministère du gouvernement du Venezuela fondé en 2004 et dissout en 2009.

## Création et disparition
Le ministère est officiellement créé le 12 septembre 2004 sous la présidence d'Hugo Chávez et dissout le 3 mars 2009. À sa création, il porte le nom de « ministère du pouvoir populaire pour l'Économie populaire » et comprend une partie des champs d'actions de l'ancien ministère de la Participation et de la Protection sociale. Le ministère est dissout le 3 mars 2009.

## Attributions
La fonction principale de ce ministère a été la mise en place de microcrédits par divers organismes financiers dont la banque de Développement de la femme, la banque du Peuple souverain, le Fonds de Développement microfinancier (FONDEMI), l'institut du Développement rural, l'institut national de Capacitation et éducation socialiste. Cette fonction avait pour but d'insuffler une « nouvelle forme de production » au Venezuela.

## Liste des ministres de l'Économie commune
| Période     | Ministre      |
| ----------- | ------------- |
| 2006 - 2009 | Pedro Morejón |
| 2006 - 2006 | Oly Millán    |
| 2004 - 2006 | Elías Jaua    |